# Limnikus kitörés
A limnikus kitörés egy természeti katasztrófa, a szén-dioxid feltörése mélyvízű tavakból. 
Földcsuszamlás, a vulkáni tevékenység változásai, illetve robbanás idézhet elő ilyen kitörést. Három olyan afrikai tó ismert, amelyekben ilyen kitörés előfordult. A Nyos-tó és a Monoun-tó korábbi kitörései nagy veszteséget okoztak emberéletben, a sokkal nagyobb Kivu-tó pedig potenciálisan veszélyes a környékén élő kétmillió emberre és az élővilágra. A kiáramló szén-dioxid megfojtja a környéken élő embereket és állatokat, és cunamit is okozhat.
A limnikusan aktív tavak néhány jellemzője:
- Szén-dioxidban dús vízutánpótlás
- Hideg tófenék, amely azt jelzi, hogy a víz alaphelyzetben nincs közvetlen interakcióban vulkáni hővel
- Különböző a szén-dioxid-koncentráció az alsó és felső vízrétegekben
- Közelség vulkanikusan aktív területekhez

A Nyos-tó és a Monoun-tó 1980-as években történt tragikus kitörései alapján a tudósok úgy vélik, a vulkáni és a limnikus kitörések közt nincs közvetlen kapcsolat, bár közvetett összefüggés a vulkáni aktivitással létezik.

## Feljegyzett kitörések
2006-ig a jelenséget két alkalommal figyelték meg. Az első kitörés 1984-ben történt a kameruni Monoun-tavon. A kitörés gázai 37 embert fojtottak meg. A második, ennél tragikusabb eset a Monoun közelében lévő Nyos-tavon 1986-ban 80 millió köbméter szén-dioxidot lökött a felszínre és ez 1700-1800 ember halálához vezetett. 
Nehéz megállapítani, vajon máshol is történtek-e ilyen kitörések. A két tó közelében lévő sokkal nagyobb Kivu-tó a tudományos vizsgálatok szerint szintén hajlamos limnikus kitörésekre. A Michigani Egyetem (University of Michigan) professzora, Robert Hecky által a Kivuból vett minták azt mutatták, hogy a tó élőlényei mintegy ezer esztendőnként valamilyen okból kipusztultak és a tó környékéről vegetáció söprődött a vízbe.

## A kitörések okai
A limnikus kitöréshez az kell, hogy a tó telítődjön gázokkal. A két ismert példa esetében a fő gázkomponens a szén-dioxid volt, amely alulról felszivárgó vulkanikus gázokból eredt. Mielőtt a tó telítődik, egy felnyitatlan szénsavas üdítőhöz hasonló: a szén-dioxid oldott állapotban van jelen a vízben. A szén-dioxid magasabb nyomáson könnyebben oldódik, az üdítőitalból ezért fel is pezseg, amikor kinyitjuk és így csökken a nyomás. Egy tóban, minél mélyebb, a fenék vizei annál nagyobb nyomás alatt vannak, ami azt jelenti, hogy a nagy és mély tavak mélyvízei hatalmas mennyiségű gázt oldhatnak fel. Ezenkívül hideg vízben – és a tófenék vizei gyakran hidegek – könnyebben oldódik a szén-dioxid (0 Celsius-fokos vízben kétszer annyi oldódik, mint 20 fokosban).
Ha egy tó telítődik szén-dioxiddal, olyan kritikus állapotba kerül, amelyben már csak egy kiváltó ok szükséges, amely megindítja a kitörést. A Nyos-tó 1986-os kitörése esetében a kiváltó ok gyaníthatóan egy földcsuszamlás volt, de ilyen kiváltó ok lehet földrengés, szél, vagy nagy erejű eső. Minden esetben a kiváltó ok a gázzal telítődött víz egy részét magasabb rétegekbe nyomja fel, ahol már nem elegendő ahhoz a nyomás, hogy a szén-dioxidot oldott állapotban tartsa. Buborékok képződnek, további vízmennyiségek emelkednek meg és még több szén-dioxid szabadul fel. Ez a folyamat gázoszlopot képez, amely kiszippantja a vizet a fenékről, ami további felszabaduló gázt termel. A kitörés gázt ont a felszínre, lökéshulláma pedig cunamit indít el.
Sok okra vezethető vissza, miért olyan ritkák az ilyen kitörések. Először is kell hozzá egy nagy szén-dioxid-forrás, ami vulkanikus aktivitás nélküli területeken nem adott. A mérsékelt övi tavak vize minden tavasszal és ősszel felkavarodik, összekeverve a mélyebb vizeket a felszíni vizekkel, így ha fel is halmozódna szén-dioxid a mélyben, az ilyenkor eltávozik a vízből. A tónak mélynek is kell lennie ahhoz, hogy a mélyben elegendő legyen a nyomás a gáz feloldásához. Mindezek miatt csak a mély, stabil, tropikus, vulkanikus tavak (mint a Nyos-tó) hajlamosak a limnikus kitörésre. 
A Kivu-tó esetében a tudósok a szén-dioxid mellett a metángáz felhalmozódása miatt is aggódnak, és ezekhez az aggodalmakhoz hozzáadódik, hogy a tó közelében aktív vulkán van, a Nyiragongo. Bár a tó nem teljesen telített, egy lávafolyás begyújthatja a mélyben felhalmozott metánt és ez a szén-dioxidot is a felszínre préselheti.

## A kitörések következményei
A kitörés során a tó felett nagy szén-dioxid felhő képződik és szétterjed a környéken. Mivel a szén-dioxid a levegőnél sűrűbb, a felszín közelébe süllyed, kiszorítva a levegőt. Emiatt az oxigént igénylő szervezetek a szén-dioxid-felhővel beborított területen elpusztulnak. A szén-dioxid másik káros hatása az emberi szervezetre, hogy savassá teszi a testfolyadékokat, mérgezést okozva. A levegő után kapkodó áldozatok még nagyobb bajba kerülnek, mert még többet szívnak be a mérgező gázból.
A Nyos kitörésekor a gázfelhő a közeli faluba ereszkedett a tótól, ahol megtelepedett és majdnem mindenkit megölt. A tótól 25 kilométernyire is haltak meg emberek. Az áldozatok bőrszínének elszíneződése alapján feltételezik, hogy a gázfelhő oldott hidrogén-klorid savat is tartalmazott. Szarvasmarhák és vadállatok ezrei szintén megfulladtak. A növényvilág ugyanakkor szinte semmilyen kárt nem szenvedett, kivéve a tó közvetlen környékét. Itt azért pusztult el a vegetáció, mert a heves kitörés indította öt méter magas cunami elsodorta.

## Lehetséges megoldás: a gáz kivonása
A tavak gáztartalmának kivonására évek óta nagy erőfeszítések történnek, hogy megelőzzék a kitöréshez elegendő mennyiség felhalmozódását. Egy francia tudóscsoport 1990 óta szívócsövekkel kísérletezik a Mounoun és a Nyos tavakon.
Mindkét tóba függőleges csövet engedtek le. Csak kis vízmennyiséget kellett felpumpálniuk, mert ahogy a telített víz emelkedni kezdett, a felszabaduló szén-dioxid önfenntartó folyamatot indított el és a cső kijáratánál pumpálás nélkül is nagy szökőkútként a magasba szökellt a víz. Ez pontosan ugyanaz a folyamat, ami a kitöréseket is eredményezi, de a cső átmérője által kontrollált. Ugyanakkor nagyobb mennyiségű gáz felszínre hozásához több csőre volna szükség, de sok tudós attól fél, ha több csövet alkalmaznának, az esetleg elindítaná a kitörést. A részleges siker ellenére a tavakat továbbra is veszélyesnek tartják.

## A Kivu-tó veszélye
A Kivu-tó nemcsak hogy kétezerszer nagyobb a Nyos-tónál, ráadásul sűrűn lakott övezetben helyezkedik el: partjainál több mint kétmillió ember él. Szerencsére még nem ért el magas szén-dioxid-telítettséget. Ha a víz erősen telítetté válik, ez nagy veszélyt jelenthet az emberi és állati életekre, mert a tó nagyon közel van a Nyiragongo vulkánhoz, ami legutóbb 2002 januárjában tört ki. Más aktív vulkánok is vannak a közelben, ráadásul gyakoriak a földrengések. 
A tó gáztalanítását a másik két tóhoz hasonlóan megoldhatnák, a sokkal nagyobb méretek miatt azonban nagy és költséges beruházásra volna szükség. Egyelőre nem készült meggyőző terv a tó veszélyeinek érdemi csökkentésére.

## Külső hivatkozások (angolul)
- A Nyos-tót gáztalanító francia tudósok honlapja.
- Newscientist.com cikk a gáztalanítási projektről
- Nyos-tó (1986) Archiválva 2013. október 7-i dátummal a Wayback Machine-ben
- Limnikus kitörések
- Egy ecuadori vulkanikus tó limnológiai vizsgálata[halott link]
- A Nyos gáztalanításának leírása képekkel Archiválva 2007. március 24-i dátummal a Wayback Machine-ben
- Youxue Zhang tanulmánya a Nyos kitöréséről
- Modellelemzés a Nyos gáztalanításának biztonságosságáról
- Lávafolyamok hatása a Kivu-tóra
- A Monoun-tó Archiválva 2012. október 10-i dátummal a Wayback Machine-ben